# Espinasse (Cantal)
Espinasse ist eine französische Gemeinde mit 79 Einwohnern (Stand: 1. Januar 2022) im Département Cantal in der Region Auvergne-Rhône-Alpes. Sie gehört zum Kanton Neuvéglise-sur-Truyère und zum Arrondissement Saint-Flour.

## Lage
Das Gemeindegebiet wird im Nordwesten und Norden vom Fluss Truyère begrenzt. Im Südwesten mündet der Zufluss Lévandès in die Truyère. Espinasse gehört zum Regionalen Naturpark Aubrac.
Nachbargemeinden sind 
- Neuvéglise-sur-Truyère mit Oradour im Norden und Neuvéglise im Nordosten,
- Chaudes-Aigues im Osten,
- Jabrun im Süden,
- Lieutadès im Südwesten,
- Sainte-Marie im Westen.

## Bevölkerungsentwicklung
| Jahr                       | 1962 | 1968 | 1975 | 1982 | 1990 | 1999 | 2008 | 2015 |
| -------------------------- | ---- | ---- | ---- | ---- | ---- | ---- | ---- | ---- |
| Einwohner                  | 159  | 148  | 149  | 123  | 92   | 80   | 74   | 78   |
| Quellen: Cassini und INSEE |      |      |      |      |      |      |      |      |